# Agrippina (cràter)
Agrippina és un cràter d'impacte en el planeta Venus de 38,6 km de diàmetre. Porta el nom d'Agripina I (c. 13 aC-33), emperadriu romana, i el seu nom va ser aprovat per la Unió Astronòmica Internacional el 1991.